# 元老院属州

117年のローマ帝国の版図。元老院属州（ピンク）と皇帝属州（緑）、駐屯地の司令官が支配していた属州（灰色）である。

元老院属州（げんろういんぞくしゅう）とは、ローマ帝国において元老院が総督を任命する権限のある属州。軍事的緊張が薄く経済力もあり、統治も上手くいきやすい属州であった。皇帝が任命するのは皇帝属州という。アウグストゥス帝の時代から始まる。尚、皇帝属州はローマの法制度上「元老院が皇帝を総督に任命した属州」と言う体であり、皇帝が任命する総督は、あくまでも現地に赴けない本来の総督である皇帝の代理に当たる為、元老院属州と皇帝属州に法的な違いは存在しない。
- アカエア(Acaea)
- アフリカ(Africa)
- アシア(Asia)
- クレタ・キュレナイカ(Creta et Cyrenaica)
- キュプルス(Cyprus)
- ナルボネンシス(Narbonensis)（ガリア,Galliaの一州）
- バエティカ(Baetica)（イベリア半島の一州）
- マケドニア(Macedonia)（テッサリア,Thessaliaも含む）
- ポントゥス・ビテュニア(Pontus et Bithynia)
- シキリア(Sicilia)